# Embassy

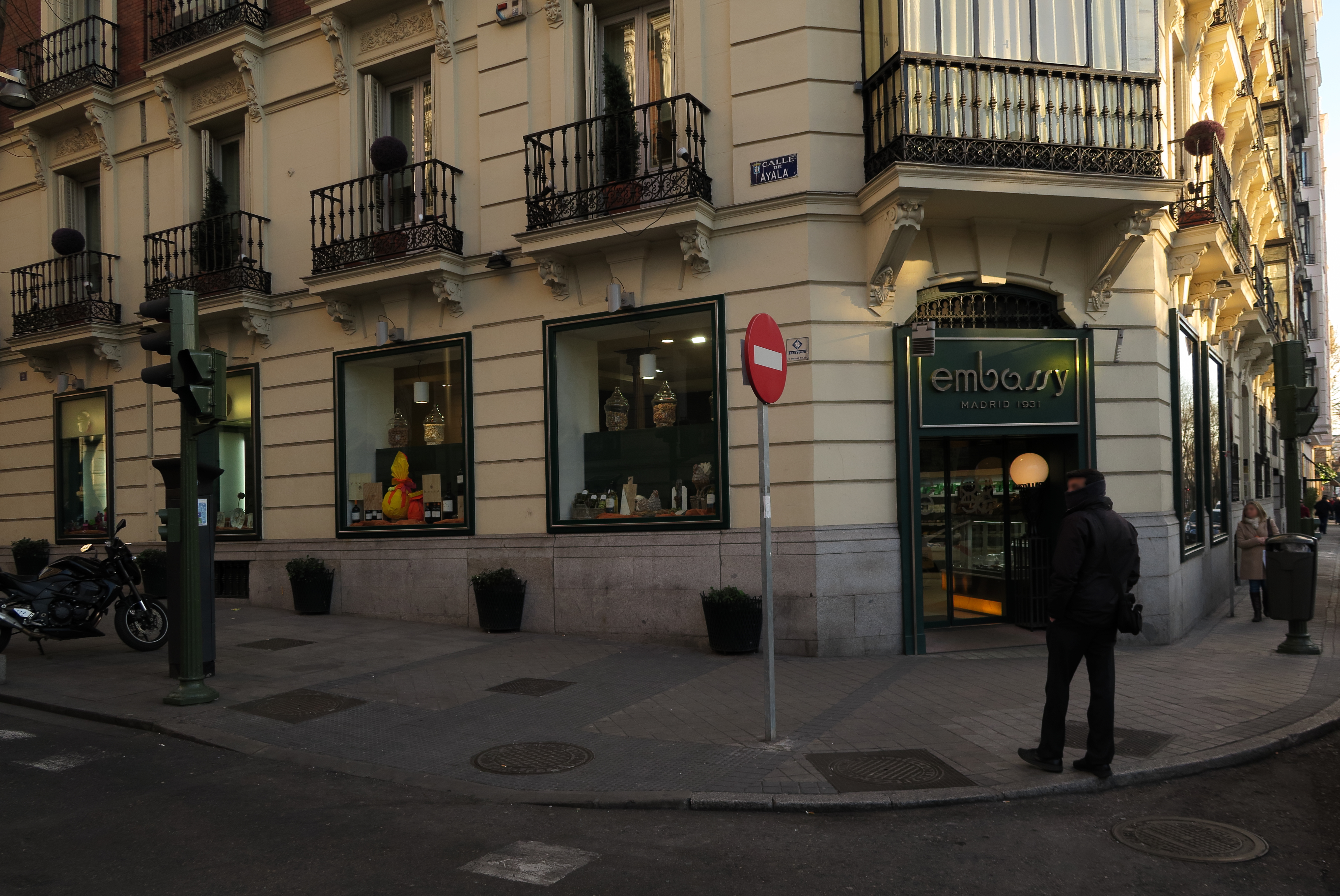
Entrada al antiguo café Embassy, en el chaflán del paseo de la Castellana y la calle de Ayala, de Madrid.

Embassy fue un antiguo café de tertulia y salón de té de Madrid, situado en el Paseo de la Castellana número 12, esquina con a la calle de Ayala. Fue inaugurado en 1931 por Margarita Kearney Taylor, como salón de estilo inglés orientado a la clientela de las embajadas existentes en la zona. Tras la muerte de su fundadora, se hizo famoso por haber sido tapadera de la actividad de determinados servicios secretos durante la Segunda Guerra Mundial.  Ya desaparecido de su primitivo y mítico emplazamiento, la firma continúa ofreciendo su servicio de restaurante, salón de té y pastelería en otras zonas de la capital española.

## Historia
Margarita Kearney Taylor, irlandesa de origen, aunque inglesa de nacimiento, llegó a España en 1928, procedente de París, para trabajar en la factoría de la General Motors en Madrid. Cuatro años después, Margarita, madre de una hija tras una relación con un diplomático español en la capital francesa, decidió abrir junto con otros dos asociados, el establecimiento de ocio Embassy con una estética y cultura europea distinta a los tradicionales cafés en el Madrid de la Segunda República; así, por ejemplo, disponía de barman para "cocktails", como el luego famoso "cocktail de champagne Embassy", y de la típica pastelería británica.
Al comienzo de la década de 1940, la posición neutral de España en el conflicto Europeo convirtió la capital española en un centro de espionaje entre los bandos contendientes en la Segunda Guerra Mundial. Muy pronto, el Embassy, el Horcher y el Hotel Ritz acapararon buena parte de la actividad política sumergida de los diversos servicios de inteligencia implicados, incluidos el especialmente activo espionaje nazi en Madrid. Parece demostrada la presencia habitual en el Embassy de personal de la embajada británica en Madrid, como Tom Burns, o del entonces director del British Council en Madrid, el escritor Walter Starkie.
Al parecer, la Embajada británica –«con la supervisión de Alan Hillgarth, agregado naval y encargado por Winston Churchill de coordinar el servicio secreto británico en España»– montó una ruta de evasión a través del Embassy con salida final por Gibraltar o en la dirección opuesta, haciendo escala vía a Gran Bretaña o sus aliados en la finca gallega del médico Eduardo Martínez Alonso. En el siglo xxi, ninguna de las dos embajadas, alemana y británica, continúan emplazadas junto al Embassy.
En el año 1975 Margarita Kearney Taylor traspasó el negocio aunque se mantuvo como accionista y alma del local. Murió el 2 de diciembre de 1982 y fue enterrada en el Cementerio de los Ingleses de Madrid.
El antiguo Embassy dispuso de restaurante, salón de té, obrador y tienda «delicatessen»; asimismo, en la década de 1970 abrió una terraza en el paseo central de la Castellana. En la decoración interior se conservaron el reloj, los taburetes del bar y el estrado desde el que Margarita dirigía el establecimiento, decorado con premios y títulos concedidos a lo largo de su historia. Tras 86 de existencia, el viejo Embassy cerró sus puertas en el umbral primaveral de 2017.